# Telipna venanigra
Telipna venanigra är en fjärilsart som beskrevs av George Thomas Bethune-Baker 1926. Telipna venanigra ingår i släktet Telipna och familjen juvelvingar. Inga underarter finns listade i Catalogue of Life.